# Казахско-ногайская война (1577)
Казахско-ногайская война (1577) — вооружённый конфликт Казахского ханства и Ногайской орды.

## Предыстория
Существенным фактором осложнения отношений между Казахским ханством и Ногайской Ордой стало их соперничество по сибирскому вопросу. Кучум-хан, установивший власть в Сибирском ханстве в 1563 году, был связан с ногайскими правителями династическими браками и поддерживал тесные связи с Бухарой. Расширение влияния Хакк-Назара на территории Северного и Северо-Западного Казахстана натолкнулось на сопротивление как со стороны Сибири, так и Ногайской Орды. Казахское ханство включилось в борьбу за башкирские улусы, а к концу 1560-х годов его внешнеполитическим приоритетом стало западное направление, где обострилась борьба за земли современного Западного Казахстана. Ярким проявлением этой конфронтации стал крупный поход Хакк-Назара и Шыгай-султана на Ногайскую Орду, имевший целью вытеснение ногайцев с прикаспийских и приуральских степей. Несмотря на утрату значительной части переписки Москвы с ногайскими правителями за 1556–1576 годы, сведения о казахском наступлении сохранились в ряде дипломатических документов, включая посольские книги и наказы московским послам, где сообщалось о столкновении казахов с ногайцами и гибели казахского правителя.

## Ход событий

### Война
В 1577 году русский посол Б. Доможиров сообщил в Москву, что весной того года представители Казахского ханства совершили набег на владения Ак-мирзы и Бек-мирзы. Они угнали множество стад и захватили пятерых человек. Позже одного из пленных отпустили с посланием князю Тинехмату и Урус-мирзе: «...царь наш Акакназар с царем и великим князем в миру, и с таскенцы и юргенцы в миру же. А нашему де царю Акакназару вас воевати, по Яике и по Волге не дать кочевати». В другом письме, адресованном крымскому хану, сообщалось: «Казацкие де Орды Окназар царь хочет юрт наш взять нагайской. А сказывает юрт наш Сарачик своим...» Также Казыя-мирза писал, что получил послание от Дин-Ахмет-мирзы, в котором сообщалось о захвате Сарайчика ханом Хакк-Назаром. Однако, по мнению исследователя А.И. Исина, если Хакк-Назар и взял Сарайчик, то только ненадолго.
Примерно в 1577–1578 годах Ахмад-Гирей погиб от руки собственного тестя Шигая.

### Ногайские опасения
В конце 1560-х годов ногайский бий Дин-Ахмед выражал обеспокоенность возможным союзом между казахским ханом Хакк-Назаром, Крымским ханством и Русским царством, что создавало угрозу геополитического окружения Большой Ногайской Орды. В сентябре 1569 года ногайские послы заявили турецкому паше, что поход Хакк-Назара на ногайские улусы произошло «по крымского царя думе», хотя достоверных сведений о казахско-крымских переговорах нет. В ответ на угрозу Дин-Ахмед обратился за помощью к крымскому хану Мухаммед-Гирею, мотивируя это тем, что ранее русские поддерживали ногайцев против казахов, но теперь из-за казачьих набегов, направляемых Москвой, такая помощь невозможна. Параллельно с этим велась активная переписка с Русским царством, в которой ногайские предводители пытались зарекомендовать себя как верные союзники Ивана IV и подчеркнуть враждебность казахских ханов, апеллируя к старинной вражде между родом Идиге и Урус-ханом, предком Хакк-Назара. В дипломатических посланиях подчеркивалось, что ногайцы не имеют связей с врагом Москвы — крымским ханом, и ожидают аналогичного отношения к их врагу — хану казахскому.

### Русско-ногайские переговоры
Московская сторона поясняла, что постоянных отношений с Хакк-Назаром не поддерживает. Был лишь единичный случай, когда тот прислал своих послов вместе с бухарским караваном, и в ответ к нему были отправлены служилые татары в качестве гонцов. Иван Васильевич заверял: «вперед посылати не учнем. Коли вам Акназар царь недруг, тогды и нам Акназар в дружбе не будет николи».

### Русско-казахские отношения
Контакты между Казахским ханством и Московским государством вызывали сильное беспокойство у ногайских мирз, особенно у Тинехмата. Он открыто выражал своё недовольство в письме к русскому царю, заявляя: «А ты б недругу к моему х казатцкому царю посла не посылал». После него ногайский престол занял Урус-мирза, который также выразил упрёк Ивану Грозному за дружеские отношения с казахским ханом Хакк-Назаром. Он писал: «А ты, с таким с Акназаром царем в дружбе будучи, на всякой год послы деи посылаешь з бухарским с царевым послом и с Азимовым царевым послом. Вместе с ними прикошевав, послов посылаешь. И такое делом государем пригоже ль дела. Только другом будучи и так быти непригоже». В ответ на эти обвинения было заявлено, что в действительности московская сторона не направляет послов к Хакк-Назар-хану, хотя ранее действительно однажды посылала туда своих служилых татар.

## Значение
Период правления Хакк-Назара оказался последним этапом активной казахской политики в междуречье Волги и Яика. По сведениям Кадыргали Косумулы, он погиб в результате междоусобной борьбы (булгаклык).

## Последствия
В апреле 1581 года Урус-мирза сообщал в Москву о смерти Хакк-Назара и Жалыма, а в августе того же года ногайские послы уведомляли, что в Казахской ханстве нет единого правителя, в улусах идёт распря, а часть населения откочевала в Ногайскую Орду и Бухару. Воспользовавшись внутренними казахскими междоусобицами, ногайские мирзы предприняли ряд военных походов против Казахского ханства. По словам Урус-мирзы, он отправлял на казахские улусы войско, чтобы захватить их земли. Эти действия также использовались ногайскими правителями как повод для отказа от участия в Ливонской войне, к которой их пыталась привлечь Москва. В последующих письмах ногайцы докладывали о победах над казахами, числе захваченных пленных и об оттеснении казахских сил за Иртыш.